# Institution de la religion chrétienne
L’Institution de la religion chrétienne est un traité de théologie écrit par Jean Calvin. Ce manuel est devenu la somme de la théologie de la Réforme protestante. Une épître de Calvin adressée au roi François Ier précède l'ouvrage.
Calvin le publie en latin en 1536 sous le titre Christianae religionis institutio, totam fere pietatis summam et quicquid est in doctrina salutis cognitu necessarium complectens..., change son titre en Institutio christianae religionis nunc verè demùm suo titulo respondens en 1539, puis le traduit lui-même en français en 1541.
Calvin remanie son ouvrage à plusieurs reprises en l'augmentant à chaque fois. En 1559, il en publie une dernière version latine dont la traduction française paraît en 1560, et qui témoigne de l’évolution de sa pensée depuis 1541. Le texte est passé de six chapitres en 1536 à 80 chapitres répartis en quatre livres. Le titre en rend compte : Institution de la religion chrestienne. Nouvellement mise en quatre livres : & distinguée par chapitres, en ordre & methode bien propre : Augmentée aussi de tel accroissement, qu'on la peut presque estimer un livre nouveau.

## Présentation de l'ouvrage

### Un corps de doctrine
Cette œuvre développe de façon systématique la théologie de la Réforme protestante développée par Calvin. À travers son texte, celui-ci accentue le contraste entre la toute-puissance de Dieu et la misère de l’homme, égaré par le péché originel. Depuis ce péché qui a entraîné sa chute, l’homme est corrompu dans sa nature, étant assujetti au péché. La distance de Dieu à l'homme est immense parce que la perfection divine est infinie alors que la créature est radicalement corrompue depuis le péché originel : l'image de Dieu est détruite en elle. L'homme vit sous le règne de la loi de Dieu, signe d'une déchéance dont il ne peut sortir par lui-même : il ne lui reste que la louange de Dieu et la repentance, c'est-à-dire la reconnaissance de son néant et sa totale dépendance de Dieu. Mais cette attitude même est éclairée par l'infinie miséricorde divine car Dieu donne la foi, signe de sa justification et de son salut. Son salut dépend uniquement de la grâce divine, dont les bénéficiaires sont établis de façon prédestinée.
Les réformateurs recherchent la vérité dans la Bible, qui est la source de l'Église. Calvin affirme que Dieu se révèle à l'homme par sa parole, l'Écriture. Ce sont les principes du sola scriptura et du sola fide : bases de l'édifice. 
L’Institution de la religion chrétienne connaît un grand succès, dès sa publication en 1536 à Bâle. Beaucoup de raisons peuvent expliquer ce succès. Non seulement, les réformateurs et les réformés la trouvent intéressante pour résumer leur conviction. De plus beaucoup de personnes[Qui ?] pensent que ce livre est un moyen d'obtenir leur salut. Il y a une crise religieuse, une peur de la fin des temps. En effet la population connaît une période très difficile sur les plans économique et social.
Dans l'édition de 1536, l’Institution de la religion chrétienne est composée de six chapitres, et dans celle de 1559, remaniée, de quatre volumes et de 80 sections. 
L'ouvrage est censuré à Paris, sous le règne du roi Henri II car il est considéré comme hérétique.

### Calvin et la langue française
C’est la deuxième fois que le français est utilisé dans un traité de théologie. La première étant le Commentaire du Pentateuque par Rachi de Troyes, la première fois aussi que la prose française exprime des idées avec autant de précision, de rigueur et de clarté. C’est à ce titre que l’Institution de la religion chrétienne a contribué significativement au développement du français.
Ce traité fut rejeté par l'Église catholique car il concevait l'Eucharistie comme une simple commémoration au lieu d'une célébration du corps vivant du Christ.

### Résumé des quatre volumes du livre de 1559

#### Premier livre
Calvin explique qu’il ne faut pas forcément éluder les mystères par des propositions logiques, qu’il n’y a pas besoin de prouver l’existence de Dieu.
Pour lui, il n’y a pas besoin de preuves réelles, l’évidence de l’existence de Dieu est dans la nature, l’homme, ainsi que sa complexité et son intelligence (pour Calvin, il n’y a que Dieu qui a pu inventer cela). La nature, pour Calvin, est une image visible du Dieu invisible. Il n’y a donc pas besoin d’image représentant Dieu, puisque la nature prouve son existence…
Il y a pour les catholiques un problème dans le raisonnement de Calvin, pour qui l'Écriture est au centre. Ils lui répondent que les apôtres ayant existé avant l'Église, c'est l'Église qui a transmis les Écritures sur la base des transmissions orales des paroles des apôtres. Pour les catholiques, c'est l'Église qui prime sur l'Écriture. Calvin pense que malgré le fait que les Écritures soient venues après, elles sont restées importantes parce que les paroles écrites ont de la valeur. Calvin croit que l'Écriture est inspirée de Dieu.

##### La Trinité
Calvin reste fidèle à la trinité. La Bible ne mentionne pas le mot mais la dévoile. Calvin considère que la dogmatique chrétienne doit être fidèle à la Bible. 

##### Dieu et le malheur
Pour Calvin, Dieu n’est pas responsable du mal, dans le sens qu’il n’en est pas coupable. Mais les événements amenant de la souffrance, et de la difficulté, ils ne sont pas forcément mauvais du point de vue divin. Ceci n’est pas compréhensible pour Calvin, mais il l’accepte en tant qu'il a une confiance absolue en Dieu et en son action en faveur du bien.

#### Deuxième livre

##### Le péché
Pour Calvin, le péché occupe toutes les parties de l’âme. Selon lui, l'homme est radicalement pécheur par principe: « Nous sommes de pauvres pécheurs, conçus et nés dans l’iniquité et la corruption, enclins au mal, incapables de tout bien, et dans notre dépravation, nous transgressons les saints commandements de Dieu, sans cesse et sans fin ». Pour Calvin, cette pensée n’est pas culpabilisante, elle dit que l'homme est pécheur malgré lui. L’autocélébration est le fait de considérer que l’être humain peut faire du bien et progresser. 

#### Troisième livre

##### La foi
Selon Calvin, la foi est personnelle, elle ne peut pas nous être transmise par l'Église. La foi est un don du Saint-Esprit, elle ne peut pas être acquise. La foi nécessite une connaissance intérieure de nous. Calvin réfute la thèse selon laquelle l'homme pourrait acquérir le salut. Pour lui, le croyant est pardonné de ses péchés, Dieu nous accepte en dépit de qui nous sommes. La Prédestination est la manière dont la grâce divine semble être inégalement répartie entre les différents êtres humains.
Selon L’Écriture, Dieu décide de la destinée de chacun. Pour Calvin, ces inégalités ne doivent pas décourager les citoyens, car ils n’en sont pas responsables. La volonté de Dieu reste mystérieuse et l’on doit se contenter de l’accepter. Les humains n’ont aucun moyen de juger qu’un acte de Dieu est injuste ou faux.

#### Quatrième livre

##### L’existence de l'Église
Calvin parle d’Église « invisible », qui est connue de Dieu seul. Cette Église « invisible » est composée de l’ensemble de tous les croyants sincères. En opposition, il y a l'Église « visible », qui intègre le bon grain et l’ivraie (les croyants sincères et ceux qui ne le sont pas). Cette Église « visible » est donc imparfaite. D’après Calvin, il ne faut pas créer une Église d’êtres purs (sélection), mais de pécheurs qui cherchent à progresser grâce à l’Évangile. Pour les protestants, deux sacrements seulement sont reconnus : le baptême et la communion.
Pour Calvin, la communion est un signe, une aide visuelle du message de Dieu mais ce n’est pas la transformation réelle du pain en corps du Christ. C’est seulement une évocation symbolique. Tandis que chez les catholiques, la transformation est réelle (transsubstantiation). 

##### Rapport du pouvoir politique et de l'Église
Pour Calvin, le pouvoir politique doit être respecté par les chrétiens parce qu’il est plus ou moins établi par Dieu. Il y a cependant des limites : si un pouvoir politique va trop à l’encontre de l’enseignement de l'Écriture, il peut être remis en question. Cela démontre que l'Écriture se situe au-dessus du pouvoir politique.

## Éditions originales

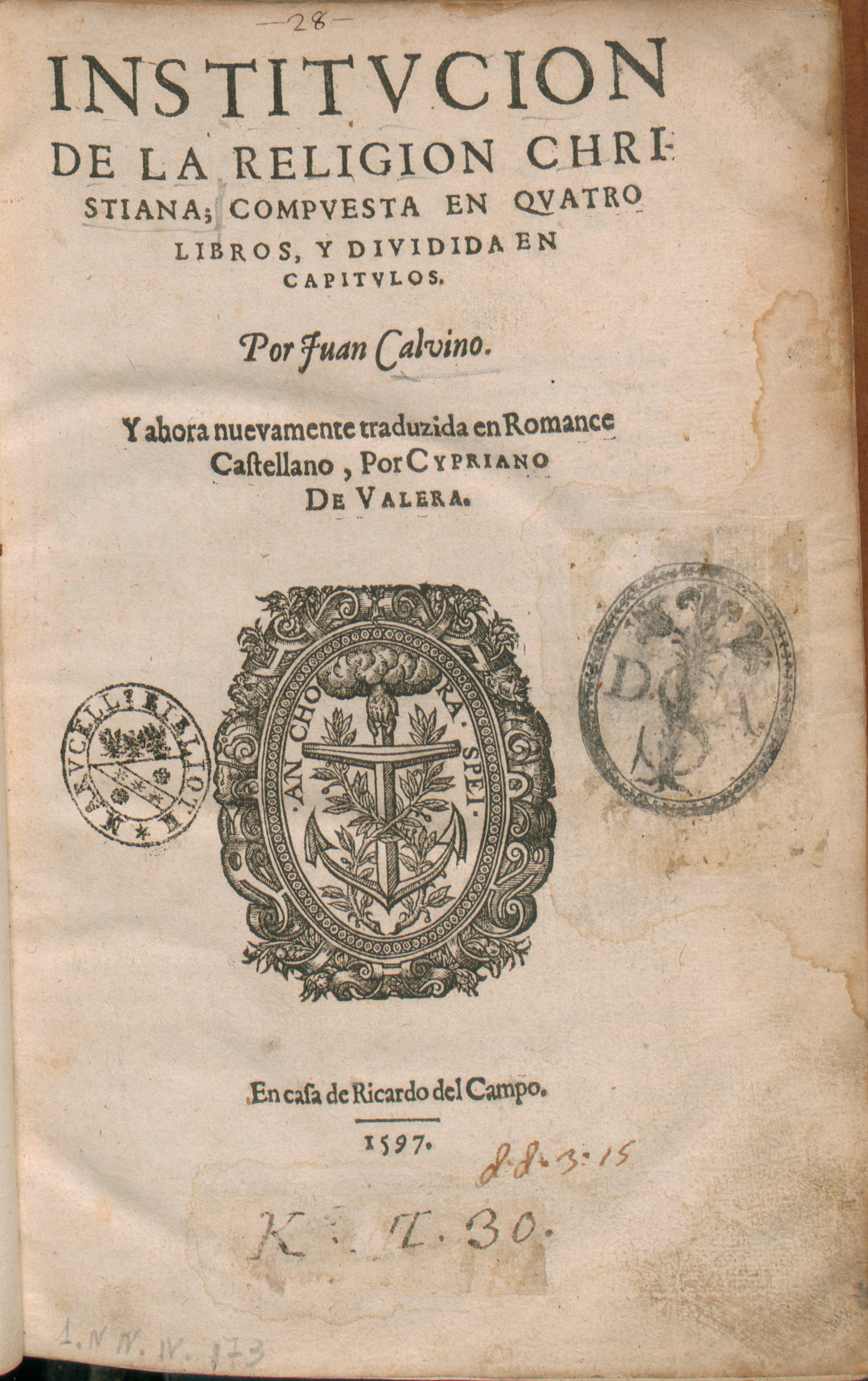
Institutio christianae religionis, 1597

- Jean Calvin, Institution de la religion chrestienne: en laquelle est comprinse une somme de pieté, et quasi tout ce qui est necessaire a congnoistre en la doctrine de salut, Genève, Michel Du Bois, 1541 (lire en ligne).
- Jean Calvin, Institution de la religion chrestienne: composée en latin par Jehan Calvin, et translatée en francoys par luymesme: en laquelle est comprise une somme de toute la chrestienté, Genève, Jean Girard, 1545 (lire en ligne).
- Jean Calvin, Institution de la religion chrestienne: composée en latin par Jean Calvin, et translatée en françoys par luymesme, et puis de nouveau reveuë et augmentée: en laquelle est comprinse une somme de toute la chrestienté, Genève, Jean Girard, 1551 (lire en ligne).
- Jean Calvin, Institution de la religion chrestienne: composée en latin par Jean Calvin, et translatée en françoys par luymesme, et encores de nouveau reveuë et augmentée: en laquelle est comprinse une somme de toute la chrestienté, Genève, Jean Girard, 1553 (lire en ligne).
- Jean Calvin, Institution de la religion chrestienne: composée en latin par Jean Calvin, et translatée en françoys par luymesme, et encores de nouveau reveuë et augmentée: en laquelle est comprinse une somme de toute la chrestienté, Genève, Philbert Hamelin, 1554 (lire en ligne).
- Jean Calvin, Institution de la religion chrestienne, Genève, Jean Crespin, 1560 (lire en ligne).

## Lire en ligne
- L’Institution en latin, français, anglais, néerlandais et allemand
- Édition Baumgartner, Genève 1888, sur Internet Archive
- Édition en français de 1554, traduction de Calvin, sur Google Books
- Traduction d'un extrait publié à Amsterdam en 1693 sur Gallica
- Épitre au Roi François Ier en texte intégral sur Info-Bible